# Полярная депрессия
Полярная депрессия — тип короткоживущей погодной системы низкого давления (депрессии или циклона) относительно небольших масштабов, что возникает над океанами на полярной стороне главного полярного фронта обоих полушарий.
Такая погодная система обычно имеет горизонтальные размеры до 1000 км и существует не более нескольких дней, что характеризует её как мезометеорологическую погодную систему. Полярные депрессии часто бывает трудно предусмотреть и заметить при помощи обычных метеорологических сообщений, из-за чего они бывают опасными для полетов, мореплавания и другой человеческой активности в полярных районах.